# Maurice Tézenas
Pour les articles homonymes, voir Tézenas.
Maurice Tézenas, né à Montbrison (Loire) le 23 août 1856 et mort à Paris le 13 juin 1926, est un avocat français.

## Biographie
Marc-Antoine-Maurice Tézenas est le fils d'Aurélie-Zélie Tarin (1823-1902) et de Marc-Antoine-Gustave Tézenas (1812-1890), alors sous-préfet de l'arrondissement de Montbrison. Gustave Tézenas est le frère aîné d'Hippolyte-Antoine Tézenas, officier puis parlementaire de l'Aube.
Licencié en droit en 1877, Maurice Tézenas devient avocat à la cour d'appel de Paris.
Me Tézenas a notamment assuré la défense de :
- Gabriel Soulacroix, chanteur (1881)[4] ;
- Philippe Garnier, acteur (1885)[5] ;
- Edmond Benoît-Lévy (1884[6], 1887)[7] ;
- Alexandre Donnot (1888)[8] ;
- Edmond Turquet (1889)[9] ;
- Victorien Sardou (1889)[10] ;
- Lucien Descaves (1890)[11] ;
- Édouard Portalis (1891)[12] ;
- Dugué de La Fauconnerie, député de l'Orne (1893)[13] ;
- Olympe Hériot (1893)[14]
- Marie-François de Bourbon, duc d'Anjou (1897)[15] ;
- Henry Maret, député du Cher (1897)[16] ;
- Ferdinand Walsin Esterhazy (1898)[17] ;
- André Vervoort (1898)[18].

En vue des élections législatives de 1889, des comité électoraux boulangistes proposent à Tézenas de déposer sa « candidature révisionniste indépendante » à Arcis-sur-Aube, ancienne circonscription de son oncle, concurremment à la candidature de l'ancien député Argence. L'avocat décline toutefois cette offre, préférant se consacrer au barreau.
En 1897-1898, Me Tézenas est l'avocat pro bono du commandant Esterhazy, dont les agissements sont à l'origine de l'affaire Dreyfus. Joseph Reinach, ancien camarade de collège de Tézenas, écrit sur l'avocat : « Tézenas était alors l’un des plus réputés parmi les jeunes avocats d’assises, souple, aimable, sceptique dès l’enfance (il est mon camarade de collège), qui avait érigé le scepticisme en sagesse, orateur facile, avec du trait, la parole tantôt caressante, tantôt vigoureuse, et, sous un joli laisser-aller, un grand soin de parvenir et une non moins grande habileté à débrouiller les causes les plus compliquées ; avec cela, crédule et, séducteur lui-même, facilement séduit ».
Le 15 juillet 1908, Maurice Tézenas épouse Marie-Jeanne Alphand (1854-1926), fille de l'ingénieur Adolphe Alphand.
Vers 1910, Maurice Tézenas se retire dans son château de Bossican, à Bligny (Aube), tout en gardant un pied-à-terre parisien au no 95 de l'avenue de Villiers. C'est à cette dernière adresse qu'il meurt le 13 juin 1926.